# معركة الفلوجة الأولى
معركة الفلوجة الأولى (بالإنجليزية: First Battle of Fallujah) هي محاولة فاشلة من القوات الأمريكية لدخول مدينة الفلوجة والسيطرة عليها، المعركة حدثت بعد أن قتل أربعة من قوات المرتزقة من شركة بلاك وتر الأمريكية في مدينة الفلوجة وسحبت جثامينهم في الشوارع لتعلق الجثث فيما بعد على جسر في أطراف المدينة على نهر الفرات وتكبد الجيش الأمريكي في هذه المعركة خسائر فادحة دفعت الرئيس الأمريكي جورج بوش الابن الى التصريح الذي قال فيه:
. استمرت سيطرة المدافعين عن المدينة حتى معركة الفلوجة الثانية.

## الخلفية
بعد انهيار البنية التحتية لحزب البعث في أوال 2003، انتخب السكان المحليون مجلسًا بلديًا بقيادة طه بديع حميد، والذي حافظ على النظام ومنع الفوضى والنهب. كان المجلس البلدي وحميد يُعتبران مؤيدين للولايات المتحدة، فلم تُخصص لها قوات أمريكية كافية منذ البداية. ر رغم أن الفلوجة شهدت غارات جوية متقطعة من القوات الأمريكية، إلا أن المعارضة الشعبية تصاعدت عند دخول 700 عنصر المدينة يوم 23 أبريل 2003، واحتلال 150 عنصرًا مدرسة القائد الابتدائية.
في 28 أبريل، تجمّع حوالي 200 شخص أمام المدرسة بعد حظر التجوال مطالبين بإخلائها وفتحها من جديد. تطور الاحتجاج، وفشلت قنابل الغاز في تفريق الحشود، قام جنود الأمريكيون باطلاق النار على المحتجين، مما أدى إلى مقتل 17 مدنيًا وجرح أكثر من 70، حيث زعم الجنود ان المحتجين اطلقوا النار علة القوات الامريكية، لم تقع إصابات بين القوات الأمريكية، وأكدت أن الاشتباك لم يتجاوز دقيقة، بينما ذكرت مصادر أخرى أن إطلاق النار استمر نصف ساعة.
في 31 ابريل ، أطلقت قوات النار على مظاهرة أمام مقر حزب البعث السابق، احتجاجًا على الحادث السابق، ما أدى إلى مقتل 3 آخرين.
في 4 يونيو، تعرضت سرية "رينغيدز" لهجوم بقذيفة RPG أسفر عن مقتل الجندي براندون أوبرليتنر وإصابة ستة آخرين.
في يونيو، بدأت القوات الأمريكية بمصادرة الدراجات النارية، مدعية استخدامها في هجمات الكر والفر.
في 30 يونيو، وقع انفجار في مسجد أدى إلى مقتل الإمام الشيخ ليث خليل وثمانية آخرين. بينما اتهم السكان المحليون الأمريكيين، قالت القوات الأمريكية إن الانفجار نجم عن عبوة انفجرت عرضًا أثناء تصنيعها.
في 12 فبراير 2004، تعرض موكب جون أبي زيد وتشارلز سواناك لهجوم بقذائف RPG من فوق الأسطح، بعد أن اخترق المهاجمون صفوف الشرطة العراقية.
في 23 فراير 2004، هاجم مسلحون ثلاث مراكز شرطة، ومكتب رئيس البلدية، وقاعدة دفاع مدني، ما أدى لمقتل 17 شرطيًا، وفرار 87 سجينًا.
في هذه الفترة، كانت الفرق من القوات الامريكية تقوم بمداهمات سريعة، حيث تزيل الحواجز وتفتش المنازل والمدارس، مما أدى إلى اشتباكات متكررة مع السكان.
في مارس 2004، بدأت المدينة تقع تحت سيطرة الفصائل المسلحة، وانسحبت القوات الأمريكية بالكامل باستثناء محاولات متفرقة للتمركز.
في 27 مارس، تعرض فريق استطلاع تابع للعمليات الخاصة لهجوم في المدينة واضطر للقتال للخروج.

## أسباب المعركة
في 31 مارس 2004، نصبت جماعات متمردة عراقية كمينًا لقافلة في الفلوجة كانت تقل أربعة متعاقدين عسكريين خاصين أمريكيين من شركة بلاكووتر، كانوا يعملون على إيصال شحنة غذائية لحساب شركة ESS.
قُتل الأربعة وهم سكوت هيلفنستون، جيركو زوفكو، ويسلي باتالونا ومايكل تيغ برصاص رشاشات وقنبلة يدوية أُلقيت داخل مركباتهم. وبعدها، أُحرقت جثثهم، وسُحلت في الشوارع، وتم تعليقها على جسر فوق نهر الفرات. بثّت وكالات الأنباء صور الحادث، مما أثار استياءً وغضبًا عارمًا في الولايات المتحدة. وسرعان ما أعقبه إعلان عن "تهدئة" مرتقبة للمدينة.
كانت قوات مشاة البحرية الأمريكية تعتزم تنفيذ استراتيجية قائمة على الدوريات الراجلة، والمداهمات المحدودة، وتقديم مساعدات إنسانية، والتعاون مع القادة المحليين، لكنها أُوقفت بأوامر شن عملية عسكرية شاملة لتطهير الفلوجة من المسلحين.
تم الاشتباه أولًا في أبو مصعب الزرقاوي كمنفذ للهجوم، إذ كان يُعتقد أنه يخطط لهجمات في المنطقة. لكن مجتمع الاستخبارات شكك في ضلوعه لأن أسلوب عرض الصور لا يتماشى مع نهجه الإعلامي المعتاد، إذ كان يفضل تسريب مسؤوليته عن الهجمات إلى الجزيرة بعد وقوعها بأسابيع. وتوصلت تقارير استخبارية لاحقًا إلى أن أحمد هاشم عبد الإسيَوي كان العقل المدبر للهجوم.
بحلول سبتمبر 2004، أصبح الزرقاوي الهدف "الأعلى أولوية" في الفلوجة بالنسبة للجيش الأمريكي، وقد قُتل في اغتيال موجه في يونيو 2006 عندما ألقت طائرة تابعة للقوات الجوية الأمريكية قنبلتين موجهتين زنة 500 رطل على منزل آمن كان يحضُر فيه اجتماعًا.
اما الإسيَوي فظل هدفًا مهمًا، واستمر في تنفيذ الهجمات حتى اعتقلته وحدة نافي سيل عام 2009 في عملية خاصة دون إطلاق رصاصة واحدة. وقد ادعى تعرضه لسوء المعاملة أثناء الاحتجاز، وشهد في أبريل 2010 أمام محكمة عسكرية ضد ثلاثة من عناصر السيلز، جرى تبرئتهم لاحقًا. وفيما بعد، سلّمته الولايات المتحدة إلى السلطات العراقية التي حاكمته وأعدمته شنقًا قبل نوفمبر 2013.
كان الحافز الرئيسي للعملية هو ما حدث من قتل وتمثيل بالجثث لأربعة أمريكيين متعاقدين مع شركة بلاك ووتر العسكرية الخاصة علي يد مسلحين عراقيين. كذلك مقتل خمسة جنود اميركيين في الحبانية قبل أيام قليلة.

## المعركة

مشاة البحرية الأمريكية يطلقون النار على مواقع المتمردين أثناء معركة الفلوجة الأولى.

في 1 أبريل، وعد العميد مارك كيميت، نائب مدير العمليات العسكرية الأمريكية في العراق، برد "ساحق" على مقتل عناصر بلاكووتر، قائلاً: "سوف نُخضع تلك المدينة."
في 3 أبريل 2004، تلقى قوة مشاة البحرية الأولى أمراً مكتوباً من القوة المشتركة بشن عمليات هجومية على الفلوجة، مخالفاً بذلك رغبات قادة المارينز الذين كانوا يفضلون تنفيذ ضربات جراحية ضد المشتبه بهم.
في ليلة 4 أبريل، شنت القوات الأمريكية هجوماً واسعاً بهدف "إعادة الأمن إلى الفلوجة" وطوقت المدينة بـ 2000 جندي تقريباً. تعرضت عدة منازل لغارات جوية، وتبادلت القوات النيران طوال الليل.
بحلول صباح 5 أبريل، أحاطت القوات الأمريكية المدينة بقيادة قوة مشاة البحرية الأولى. أغلقت الطرق المؤدية إلى المدينة بـهمفي وأسلاك شائكة، وسيطرت على محطة إذاعة محلية ووزعت منشورات تطالب السكان بالبقاء في منازلهم والتعاون لتحديد المتمردين والمشتبه بهم.
قُدّر عدد المجموعات "المسلحة المتشددة" في المدينة بين 12 و24 مجموعة، مزودة بـقواذف RPG، رشاشات، هاونات، وأسلحة مضادة للطائرات، وبعضها من الشرطة العراقية.

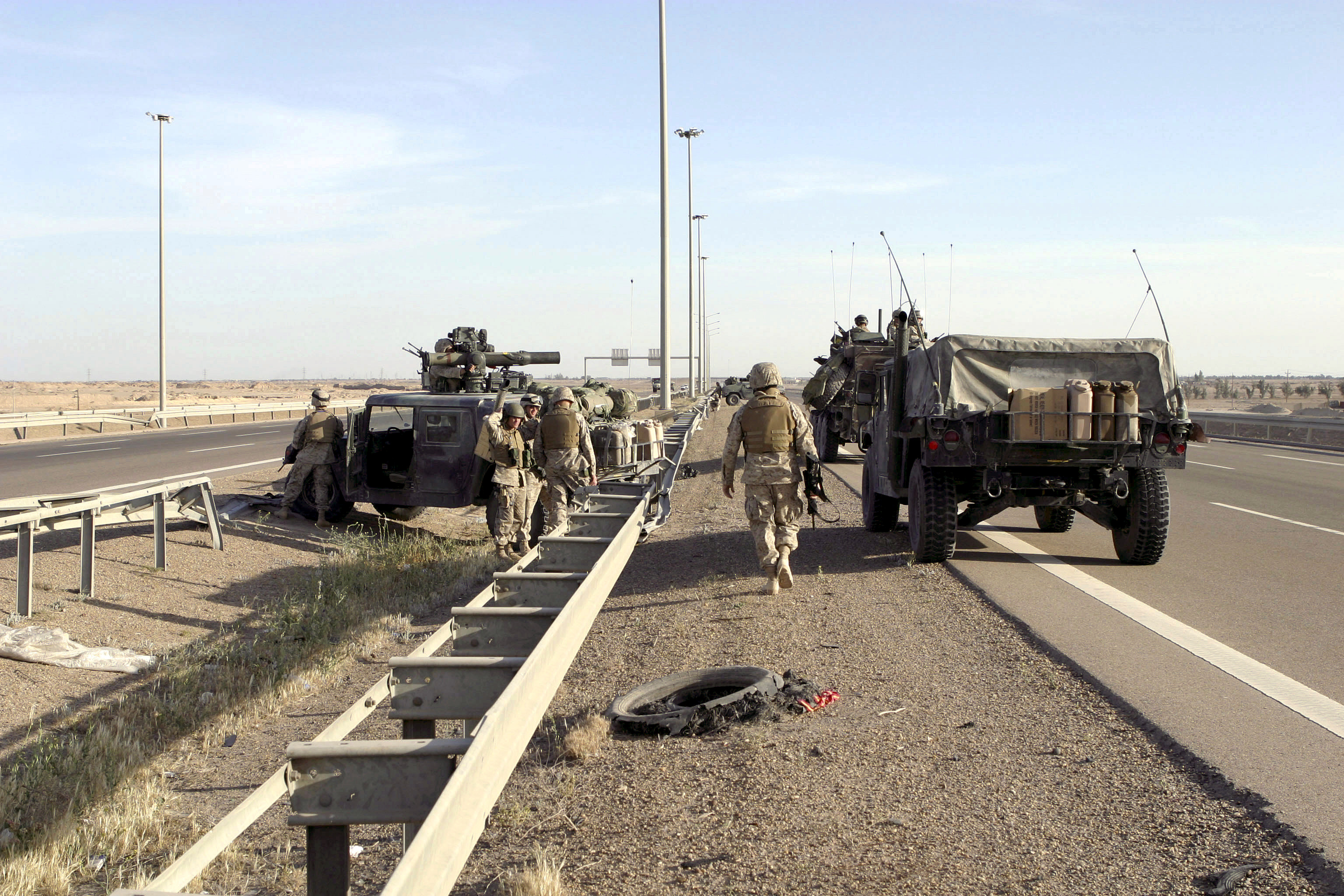
قوات من الكتيبة الثانية، الفوج الأول من مشاة البحرية تغلق طريق الفلوجة السريع رقم 1 أثناء المعركة.

أفادت التقارير أن ما يقارب ثلث السكان المدنيين فرّوا من المدينة في الأيام الأولى.
أُغلقت مستشفيات المدينة الرئيسة، مستشفى الفلوجة العام والمستشفى الأردني، إلى أن أعيد فتحها في وقف إطلاق النار يوم 9 أبريل 2004.
أُلغيت زيارة حاملة الطائرات USS George Washington (CVN-73) إلى ميناء جبل علي، وأُمرت المجموعة الضاربة لحاملة الطائرات بالبقاء في الخليج لدعم العمليات.

### انسحاب القوات الأمريكية
في 1 مايو 2004، انسحبت القوات الأمريكية من الفلوجة، وأعلن الفريق جيمس تي. كونواي أنه قرر من جانب واحد تسليم العمليات المتبقية إلى القوة المشكلة حديثًا والمعروفة بـ"لواء الفلوجة"، بقيادة اللواء السابق في الجيش العراقي جميل السلماني، والذي خدم في الحرس الجمهوري في عهد صدام حسين.
تولى "لواء الفلوجة" مسؤولية الأمن داخل المدينة، وارتدى عناصره الزي العسكري العراقي القديم وحملوا أسلحة خفيفة. لكن اللواء انهار في نهاية المطاف بحلول شهر سبتمبر، حيث انضم العديد من أفراده إلى صفوف التمرد، بينما سُلمت أسلحتهم ومعداتهم إلى الجماعات المسلحة.
رغم انسحاب القوات الأمريكية، بقيت الفلوجة تحت سيطرة المسلحين، وأصبحت معقلاً رئيسيًا للتمرد السني. وأدى ذلك إلى تهيئة الظروف لمعركة الفلوجة الثانية في نوفمبر 2004، والتي شهدت هجومًا عسكريًا أوسع نطاقًا ودموية أكبر.